# Кейт-Фальконер, Энтони Адриан, 5-й граф Кинтор
Энтони Адриан Кейт-Фальконер, 5-й граф Кинтор, 5-й лорд Кейт из Инверури и Кейт из Холла (англ. Anthony Adrian Keith-Falconer, 5th Earl of Kintore, 5th Lord Keith of Inverurie and Keith Hall; ок. 1742 — 30 августа 1804) — голландско-шотландский аристократ. Он был известен как 7-й лорд Фальконер из Халкертона с 1776 по 1778 год.

## Происхождение
Он родился около 1742 года в Гронингене, Нидерланды. Старший выживший сын Уильяма Фальконера, 6-го лорда Фальконера из Халкертона (ок. 1712—1776), полковника голландской армии, и Рембертины Марии Идикинг (дочери бургомистра Идикинга из Гронингена) . Его бабушкой и дедушкой по отцовской линии были Дэвид Фальконер, 4-й лорд Фальконер из Халкертона (1681—1751) и леди Кэтрин Маргарет Кейт (1690—1762), дочь Уильяма Кейта, 2-го графа Кинтора.

## Карьера
После смерти отца 12 декабря 1776 года он стал 7-м лордом Фальконером из Халкертона.
В 1761 году, после смерти Уильяма Кейта, 4-го графа Кинтора, графство должно было перейти по условиям регентства 1694 года к кузену лорда Кинтора Джорджу Кейту, 10-му и последнему графу Маришалю, как наследнику мужского пола Джорджа Кейта, 8-го графа Маришаля (старшего брата Джона Кейта, 1-го графа Кинтора). Однако он был лишен прав за участие в восстании 1715 года, и поэтому графство Кинтор оставалось приостановленным до смерти 10-го графа Маришаля 28 мая 1778 года, когда его унаследовал Энтони, наследник 4-го графа Кинтора, который сменил свою фамилию на Кейт-Фалконер и стал 5-м графом Кинтором. Он унаследовал поместье Кинтор, замок Холлфорест, который был подарен семье королем Робертом Брюсом, и Кейт Холл.
С 1794 по 1804 год — лорд-лейтенант графства Кинкардиншир.

## Личная жизнь
Около 1766 года он женился на Кристине Элизабет Сихтерман (? — 26 марта 1809), дочери Яна Альберта Сихтермана из Гронингена, генерального интенданта голландских поселений в Ост-Индии, директора и фискала Бенгалии в 1734 году. У супругов были один сын и семь дочерей:
- Уильям Кейт-Фальконер, 6-й граф Кинтор (11 декабря 1766 — 6 октября 1812), который в 1793 году женился на Марии Баннерман, дочери сэра Александра Баннермана, 6-го баронета (1741—1813), и Мэри Гордон (дочери сэра Джеймса Гордона)[2].
- Леди Сибелла Кейт-Фальконер (9 января 1768 — 23 апреля 1792)[2]
- Леди Мария Мемореттина Кейт-Фальконер (8 февраля 1769 — 24 августа 1851)[2]
- Леди Кэтрин Маргарет Кейт-Фальконер (3 июня 1770 — 10 декабря 1849)[2]
- Леди Франсина Констанция Кейт-Фальконер (9 июня 1771 — 4 декабря 1779)[2]
- Достопочтенная Джин Кейт-Фальконер (род. 3 июня 1772), умерший в младенчестве[2]
- Леди Кристиан Элизабет Кейт-Фальконер (31 декабря 1774 — декабрь 1826)[2]
- Достопочтенная Хелен Кейт-Фальконер (род. 30 августа 1777), умерла в младенчестве[2].

Лорд Кинтор скончался 30 августа 1804 года. Ему наследовал его единственный сын Уильям.